# Joseph Peter Wilson
Pour les articles homonymes, voir Joseph Wilson et Wilson.
Joseph Peter Wilson, né le 22 mai 1935 à Lake Placid (New York) et mort le 13 septembre 2019, est un fondeur et bobeur américain.

## Carrière
Il termine 43e du 50 km aux Jeux olympiques de 1960.
Il est médaillé de bronze de bob à quatre aux Championnats du monde de bobsleigh en 1965.

## Palmarès

### Championnats monde
- : médaillé de bronze en bob à 2 aux championnats monde de 1965.